# Gruba Wieża w Görlitz
Gruba Wieża w Görlitz (niem. Dicker Turm, Frauenturm) – zabytkowa wieża w Görlitz (Saksonia).
Mieszkańcy Görlitz zbudowali wieżę w 1250 w ramach rozbudowy miasta. Wzmiankowana po raz pierwszy była w 1305.  Ponieważ miasto Görlitz było lojalne wobec korony w czasie wojen husyckich (1419–1436), cesarz Zygmunt Luksemburski (1368–1437) nadał mu herb. Płaskorzeźba (relief) z piaskowca autorstwa  Bricciusa Gauske przedstawia ten herb wraz z dwiema postaciami Maryi i Barbary po bokach. Płaskorzeźbę umieszczono na wieży w 1856. Na herbie znajduje się napis w j. łac. INVIA VIRTUTI NULLA EST VIA (Nie ma drogi niemożliwej dla odwagi). W 1529 ówczesny gwardian otrzymał na wieży pomieszczenie i komnatę. Od 1904 w wieży nie stróżuje już strażnik. Wieża jest częścią historycznych fortyfikacji miejskich. Swoją nazwę zawdzięcza masywnemu murowi o grubości ponad 5 m i wysokości 46 m.

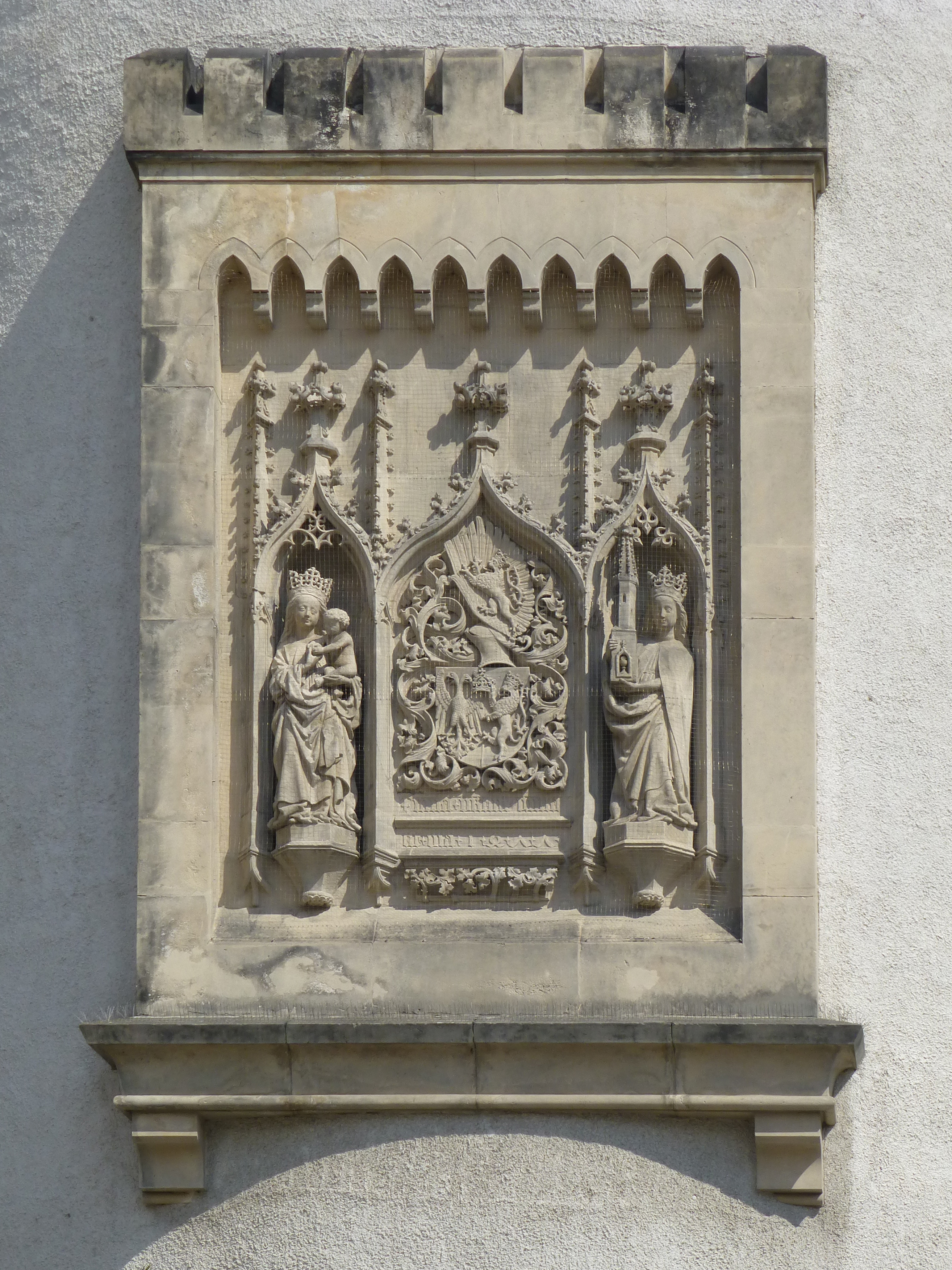
Relief z herbem Görlitz na wieży
Herb Görlitz